# Чунъян
Чунъя́н (кит. упр. 崇阳, пиньинь Chóngyáng) — уезд городского округа Сяньнин провинции Хубэй (КНР).

## История
Во времена империи Тан в 743 году был создан уезд Таннянь (唐年县). В Эпоху Пяти династий и десяти царств он был в 927 году переименован в Цзунъян (宗阳县). В эпоху Южной Тан ему было возвращено название Таннянь. После объединения китайских земель в империю Сун уезд в 975 году получил название Чунъян.
В 1949 году был образован Специальный район Дае (大冶专区), и уезд вошёл в его состав. В 1952 году Специальный район Дае был расформирован, и уезд перешёл в состав Специального района Сяогань (孝感专区). В 1959 году Специальный район Сяогань также был расформирован, и входившие в его состав административные единицы перешли под управление властей Уханя, где в 1960 году уезды Тунчэн и Туншань были присоединены к уезду Чунъян. В 1961 году Специальный район Сяогань был воссоздан, и уезд Чунъян (из которого вновь были выделены уезды Тунчэн и Туншань) опять вошёл в его состав.
В 1965 году уезды Специального района Сяогань, лежавшие южнее Янцзы, были выделены в отдельный Специальный район Сяньнин (咸宁专区). В 1970 году Специальный район Сяньнин был переименован в Округ Сяньнин (咸宁地区).
Постановлением Госсовета КНР от 6 декабря 1998 года округ Сяньнин был преобразован в городской округ.

## Административное деление
Уезд делится на 8 посёлков и 4 волости.